# The Circus
The Circus — другий студійний альбом англійської групи Erasure, який був випущений 30 березня 1987 року.

## Композиції
1. It Doesn't Have to Be – 3:53
2. Hideaway – 3:48
3. Don't Dance – 3:36
4. If I Could – 3:52
5. Sexuality – 3:55
6. Victim of Love – 3:40
7. Leave Me to Bleed – 3:21
8. Sometimes – 3:38
9. The Circus – 5:30
10. Spiralling – 3:10

## Учасники запису
- Вінс Кларк - вокал
- Енді Бел - синтезатор, басс